# Via dell'Acqua
Via dell'Acqua è una strada del centro storico di Firenze, che va da via dell'Anguillara a via Ghibellina (angolo via dei Giraldi), costeggiando nell'ultimo tratto uno dei prospetti del palazzo del Bargello. Si innestano sul suo tracciato: via delle Burella e via della Vigna Vecchia. 

## Storia
Così il repertorio di Bargellini e Guarnieri: "Già via de' Covoni, dalla famiglia che vi ebbe il suo palazzo; via del Bargello, dal vicino palazzo del Capitano del popolo; via Pignattara, per la vendita delle pignatte; via delle Lionesse, per le 'stie' del Comune dove si allevavano i leoni (come la vicina via de' Leoni), questa strada una volta era più lunga perché andava da via Ghibellina a via Vinegia. Fu interrotta nel Seicento, lungo via dell'Anguillara, dall'imponente costruzione del convento di San Firenze, oggi sede del Tribunale". 
Nella pianta di Ferdinando Ruggieri del 1731 la si trova indicata come via dei Vergognosi (nome che indicava anche via Borgognona, mentre col nome di via dell'Acqua è segnato il tratto tra via dell'Anguillara e borgo de' Greci. Incerta l'origine del nome, forse dalle acque che un tempo qui ristagnavano rendendo la zona acquitrinosa, o dal fatto che queste stesse qui "facevano capo a una fogna, o dalla presenza di un pozzo pubblico" detto pozzo dell'Anguillara e che si sarebbe trovato n ei presso del palazzo di Baldaccio d'Anghiari.

## Descrizione
La carreggiata è pavimentata con un lastrico posto alla rinfusa e delimitata da due brevi marciapiedi. Il passaggio veicolare e pedonale è oltremodo limitato.

### Edifici
| Immagine | N°       | Nome                                 | Descrizione |
| -------- | -------- | ------------------------------------ | --- |
|          | s.n.     | Palazzo di Baldaccio d'Anghiari      | Il palazzo apparteneva in antico ai Riccialbani che, nel 1498, lo vendettero ai Pepi. Un'altra ricostruzione lo evidenziava come donato dal Comune di Firenze nel 1435 a Baldaccio d'Anghiari conte dell'Anguillara, capitano di ventura. Passato comunque per molte proprietà, pur avendo avuto origine tra Duecento e Trecento, si presenta attualmente nelle forme assunte a seguito di un rimaneggiamento cinquecentesco, almeno per quanto concerne il fronte principale su via dell'Anguillara. Gli interni sono viceversa segnalati dalla letteratura per le belle decorazioni riferibili al Settecento. |
|          | 1r-3r    | Casa                                 | L'edificio determina la cantonata con via dell'Anguillara: sviluppato per tre piani, con un solo asse su via dell'Anguillara e due su via dell'Acqua, mostra un volume che sembrerebbe rimandare ad una antica torre. Della sua storia, d'altra parte, dicono le ampie porzioni in pietra riportate a vista al terreno e isolate sulle superfici intonacate. In prossimità della cantonata è un tabernacolo architettonico in pietra serena, con un bassorilievo policromo in stucco della prima metà del Cinquecento. Sotto di esso si trova anche un ferro con una testina di cane a cui era appeso un anello: vista la sua altezza sembra effettivamente più destinato a legare un cane che un cavallo, ed è forse legato all'epoca in cui l'antistante palazzo dell'Anguillara era Casa della Posta. |
|          | 3        | Casa della chiesa di Sant'Apollinare | La casa, con il fronte organizzato su quattro piani per cinque assi, è il probabile frutto dell'accorpamento di due antiche case a schiera. Si distingue per le bucature incorniciate da elaborate cornici con volute e conchiglie, di evidente gusto settecentesco. L'edificio è segnalato nel repertorio di Bargellini e Guarnieri come "Casa già della chiesa di Sant'Apollinare, poi passata agli Olivetani, rifatta in stile settecentesco, ed oggi di proprietà privata". |
|          | 15r      | Casa                                 | L'edificio, con ingresso principale su via della Vigna Vecchia 11, presenta tre piani e una struttura delle aperture irregolari, sistemata verosimilmente nel XIX secolo, con il disegno di finestre alle estremità in trompe l'oeil, che simulano quattro assi su entrambi i lati. Si segnala la presenza, sopra il portale di un fondo commerciale su questa strada, di un pietrino consunto, ma riconoscibile come dello spedale degli Innocenti. |
|          | 2r-4r-6r | Palazzo Covoni delle Burella         | Il grande e severo edificio, di origine trecentesca e con ingresso attuale da via della Vigna Vecchia 9, conserva la memoria dei fornici del piano terreno e, al primo piano, l'originario filaretto. Sui fronti si susseguono i segni dei molti interventi successivi (soprelevazioni, rimodellazione degli archi, e via dicendo), di modo che i prospetti risultano oggi decisamente frammentati, lasciando qualche perplessità sul criterio seguito nel corso dell'intervento. Come osservato in alcuni altri casi, il restauro sembra offrire infatti un'utile lettura a chi è interessato a ricercare le matrici medioevali dell'edificio, ma per il resto appare ben poco rispettoso del palazzo se lo si vuole intendere nei termini di una struttura organica. |
|          | 2        | Palazzo Barucci                      | In quest'area sono documentate nel Trecento proprietà dei Barucci, che possedettero questo palazzo fino al 1547, anno nel quale passò alla famiglia Filipepi. Si tratta di un grande edificio che attualmente si presenta con un fronte sviluppato su quattro piani per cinque assi, di disegno riferibile a modelli propri dell'architettura fiorentina tra tardo Quattrocento e Cinquecento. Gli archi dei fornici e le cornici delle finestre appaiono tuttavia realizzati in malta di cemento, per quanto a imitazione di conci di pietra, a documentare un intervento di ripristino e riconfigurazione del disegno della facciata otto/novecentesco. Dell'antica fondazione e storia della fabbrica documentano, oltre alla parte inferiore della cantonata in pietra forte, la successione di tre grandi fornici, senza soluzione di continuità con l'edificio contiguo. |
|          | 5        | Palazzo del Bargello                 | Il palazzo si segnala tra i primi edifici civili della città medioevale per importanza e grandiosità. Fu eretto a partire dal 1255 a fianco della torre detta la Volognana, quarantatré anni prima del palazzo della Signoria, quale sede del Capitano del Popolo. Tali lavori, terminati nel 1261, determinarono un grande parallelepipedo con il fronte principale su via del Proconsolo, soprelevato di un piano tra il 1340 e il 1345 da Neri di Fioravante, come attesta il diverso tipo di muratura osservabile dall'esterno, il tutto completato da ballatoi in legno a sbalzo. A partire dalla fine del Duecento si costruì, in varie fasi, il secondo corpo di fabbrica che guarda su via dell'Acqua. Attorno al 1295 si definì il cortile porticato, tra il 1316 e il 1320 furono rialzati i lati su via Ghibellina e la stessa via dell'Acqua, nel 1320 quello del lato su via della Vigna Vecchia. Questa parte retrostante dell'edificio ripete la sfilata delle bifore, queste più slanciate delle precedenti ed ha finestroni lobati in alto". Sull'angolo tra via dell'Acqua e via Ghibellina è il tabernacolo del Bargello. |

### Tabernacoli

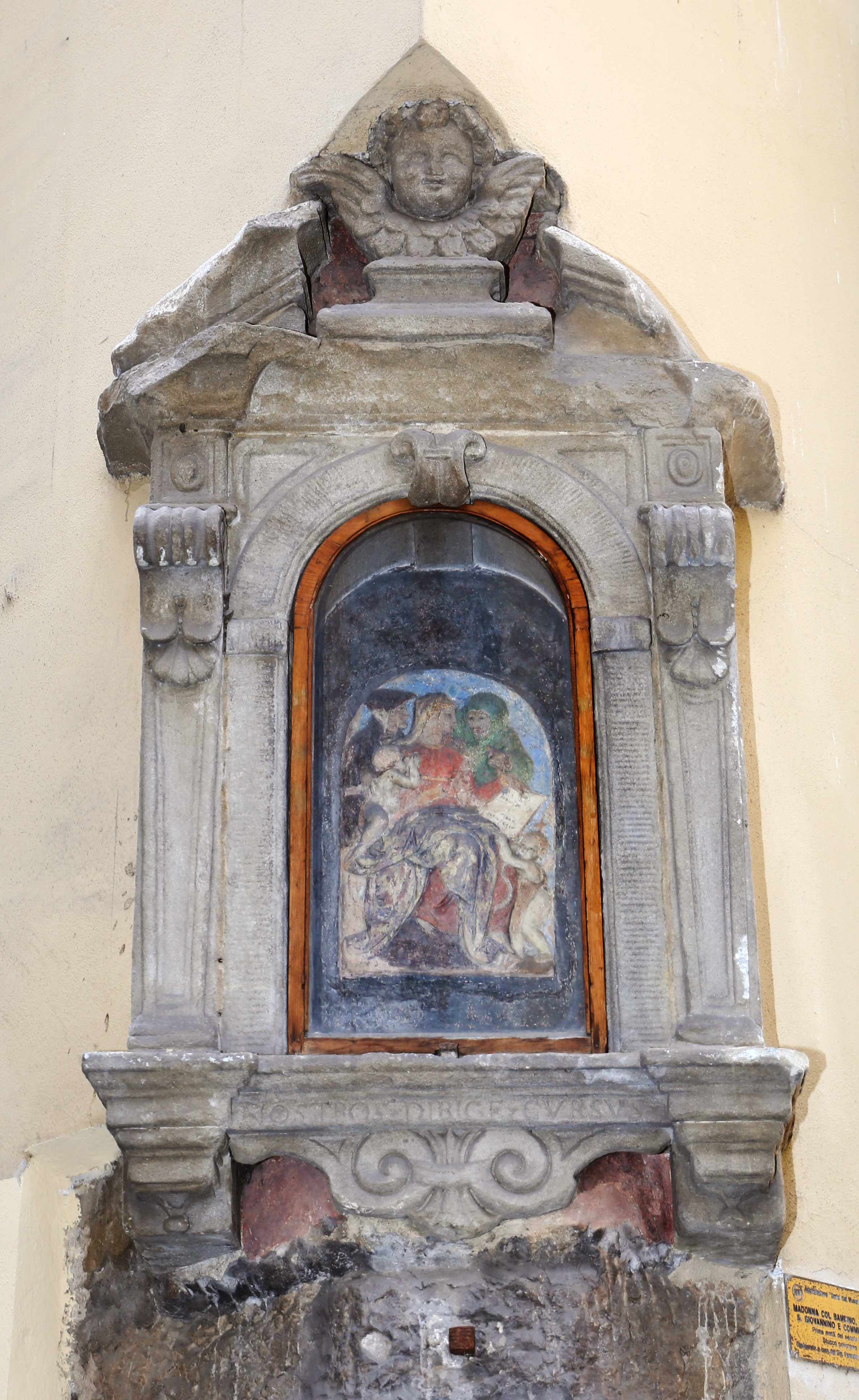
Tabernacolo della Madonna col Bambino coi ss. Giovannino, Anna e Gioacchino

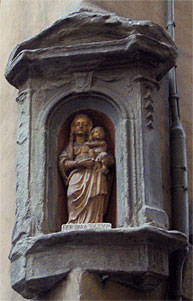
Tabernacolo della Madonna col Bambino

All'angolo con via dell'Anguillara si trovano due tabernacolo. Il primo, a sinistra, è un'edicola di modeste dimensioni, in pietra arenaria di stile barocco e di grazioso effetto, sormontata da una testa di Cherubino. In origine la nicchia doveva contenere un'immagine certamente di maggior formato e pregio di quella che ospita ora. Infatti, attualmente accoglie un bassorilievo in gesso policromo, recentemente restaurato, con l'immagine della Madonna col Bambino e San Giovannino: in secondo piano, quasi in una struttura piramidale, si stagliano due volti (uno raffigurante Sant'Anna, l'altro Gioacchino) attorno alla testa della Vergine la quale è assisa, con Gesù Bambino in grembo alla sua destra e dal lato opposto il libro aperto della sapienza, sorretto dalla mano sinistra del paffutello, sottostante San Giovannino in piedi. La formella, senza scomodare lo scultore Pierino da Vinci, è di una piacevole manifattura fiorentina del XVI secolo. È stato restaurato nel 2002 per le cure di Gennaro Grosso.
Sulla cantonata opposta, sul palazzo dell'Anguillara, si trova una nicchia in pietra serena incorniciata da arco e lesene, protegge una statuetta marmorea della Madonna con il Bambino. Le proporzioni ed il bel panneggio morbido del manto della Vergine che in piedi tiene in braccio il piccolo figlio, fanno pensare ad un artista fiorentino del Cinquecento; da alcune tracce di lumeggiatura d'oro ancora esistenti, si può desumere che una volta l'edicola fosse tutta dorata. Ai piedi della Madonna un'incisione, quale supplica dei passanti che le invocano protezione: ITER PARA TVTVM ("assicuraci un cammino sicuro"). È stato restaurato nel 1998 da Paola Rosa per le cure di Gennaro Grosso.
Sulla cantonata del palazzo del Bargello si trova il tabernacolo neogotico (1859) che conserva un affresco staccato di Fabrizio Boschi raffigurante San Bonaventura che visita i carcerati (1589), fatto dipingere dalla Compagnia di San Bonaventura dei Carcerati come esempio della loro attività di sostegno alle persone imprigionate nel palazzo.

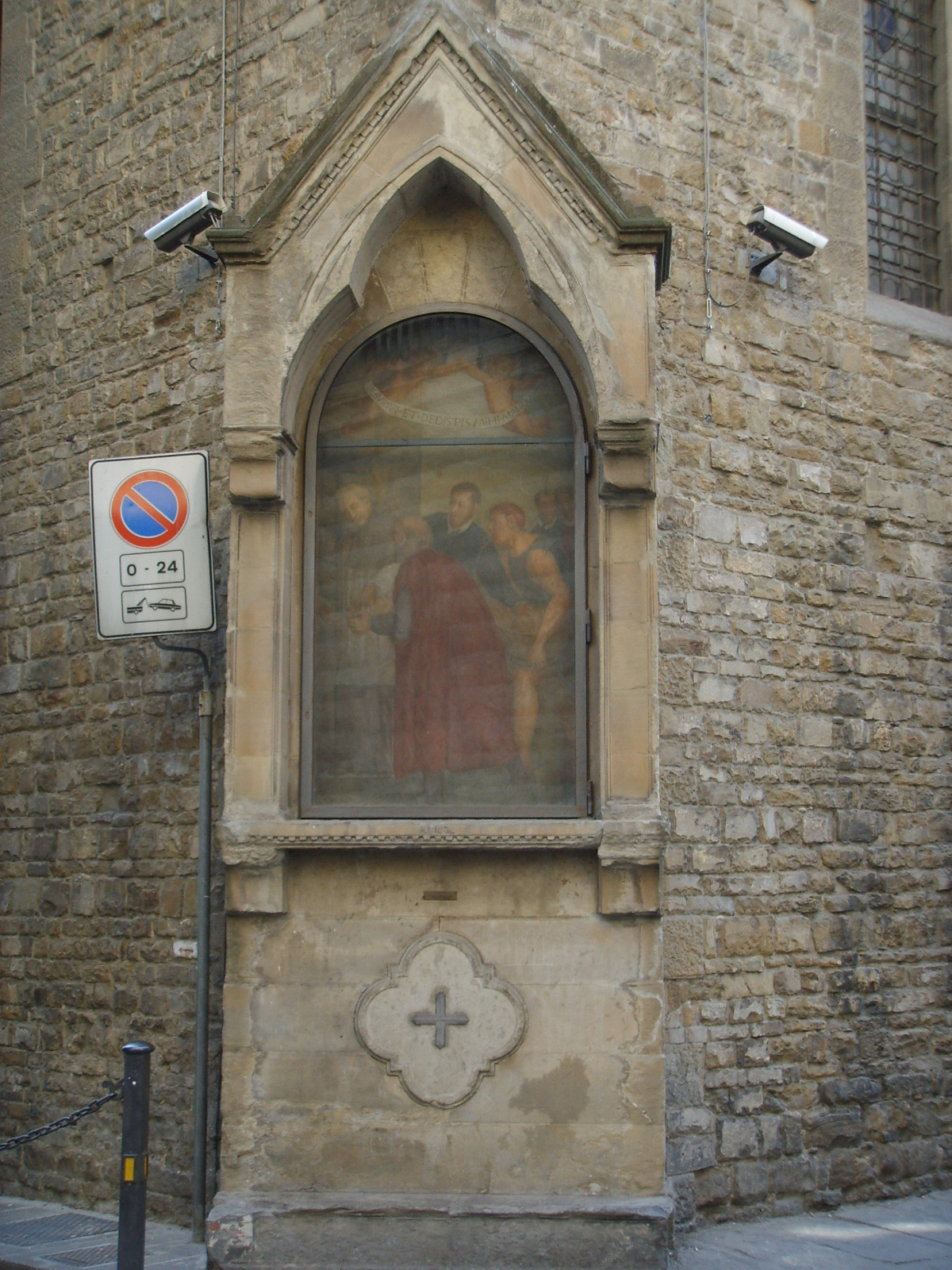
Il tabernacolo del Bargello